# Копренка мрачњача
Копренка Мрачњача (Phlegmacium atrovirens, Cortinarius atrovirens Kalchbr, Phlegmacium prasinum) смртоносно је отровна гљива.

## Клобук
Нарасте до 5-8 cm, млад плулоптаст, касније спљоштено шире избочен, напосљетку готово раван, с подврнутим, па равно испруженим рубом; ни слузав ни љепљив, тек влажан. Лимунжуто до загаситомаслинастозелен, на диску тамнокесењасто до чоколадно замрљан, те с густим ситним смеђим љуспицама, ближе рубу са зоном од радијалних смеђих ураслих влакана. Сух се не блиста, загаситог тена. Често неједнако широк, нпр. 7,3 : 5,1 cm.

## Листићи
Листићи су лимунжути, па маслинасти, затим маслинастосмеђи, са златним одсјајем, а према стручку, гдје се нагло шире, и потпуно смеђи. Танки, густи, с јарком прирасли, ситно пиласти и благо валовити, с кратким ламелулама, 6 до 10 mm широки.

## Отрусина
Отрусинаје загаситожутосмеђа.

## Стручак
је величине од 5-8,5/1,3-1.7 у булби до 2,8 cm. Булба равно обрубљена и трокутаста, одоздо лимунжута, по маргини мало смеђа, иначе, као и стручак у цјелини, зелено или жутомаслинаста. Стручак уздужно наборан и покривен нитима цортине. Цортина жутозелена прије сазријебања.

## Месо
интензивно зелено, тек у кори и ближе површини  свјетлије ( жуто ), готово лимунове боје; у каналићима црва смеђе, стајањем и сушењем црни. Укус благ и врло угодан, мирис изразито на мајоран, деликатно профињен, понекад мало и на јод.

## Хемијске Реакције
КОХ по кожици црно, у месу маслинастосмеђе или негативно. На Мелзер месо наранџасто.

## Микроскопија
Споре вретенасте или бадемолике, са ситним и малобројним зрнцима, 9,5-12/5-6,5 ми.

## Станиште и распрострањеност
Појава ове копренке забиљежена је  досада једино уз четинаре, особито јелу, међутим, она се може наћи у нас у чистој храстовој састојини, уз медунац и цер.

## Доба
X до половине XI.

## Јестивост
Смртоносно је отровна.

## Сродне и сличне врсте
Упадљиво налик на Phlegmacium pseudosulphureum. Ортон, која је свјетлија и с више жутих примјеса, те још више подсјећа на зеленку, Tricholoma equestre, и нема мирис на мајоран, него густо слаткасти, на кексе или свјеже печен хљеб. Ова друга је сумњива и јестивост јој није провјерена. Досад је владало мишљење да међу Phlegmaciima, осим traganuma, нема отровних врста, но у најновије доба је утврђено да је и {{Phlegmacium splendes}} смртно опасна. И она би се могла замијенити с атровиренсом, то прије што јој је и реакција на лужине слична . То је мања гљива претежно златножуте боје, на тјемену и риђе или смеђе. Листићи јој немају зеленог ни маслинастог дашка, а мириса нема или такоде подсјећа на свјежи хљеб. Чувајмо се, дакле, мириса на хљеб, ту међу копренкама нема хљеба! – С друге стране, сличан мирис, на мајоран, па и сличне боје, додуше, свејетлије и жуће, има и Phl. Percome Blytt. Но она нема булбу. Честа у Босни, Лици и Горском котару, крај јела и смрча. Јестива и врло укусна.
Појава мрачњаче на медитеранском поднебљу и у друштву с храстовима свакако да са собом уноси и неке мутације. Тако, нпр, ни у једној берби нисам у ње примијетио наранџасториђасте листиће на жутој основи, на какве указују и Шифер и Мосер, него су увијек били или лимун или маслинастожути, па смеђи. Шифер говори и о „gebackartig“ мирису, дакле и у atrovirensa осјећа мирис на печено тијесто, што исто тако нисам никад запазио: увијек му је мирис „зачински“, најближе на мајоран. И фотографије других аутора увијек су са светлијим тоновима; наши су примјерци, и млади, одмах тамније маслинасти, почесто са жутом или смеђом примјесом.
Смртно отровна копренка је и жумањача, Phlegmacium vitellinum Мос. Сва, и споља и изнутра, као жуманце жута, одбојног мириса, на расвјетни гас. Херцеговина, Црна Гора.